# Иван Франкопан Цетински
Иван IX Франкопан Цетински, част от разклонението Цетин на рода Франкопан и внук на Иван VI (Анж) Франкопан, княз на Цетин, е хърватски благородник. Съпругата му е Колафиса. Загива в битката при Кърбава на 9 септември 1493 година. Синът му Иван X Франьо Франкопан става архиепископ на Калоча.